# Tespe
Tespe est une commune allemande de l'arrondissement de Harburg, Land de Basse-Saxe.

## Géographie
Tespe se situe au sud, sur la rive gauche de l'Elbe.
| Geesthacht   | Grünhof | Schnakenbek |
| Marschacht   | Tespe   | Artlenburg  |
| Oldershausen | Barum   | Brietlingen |

La commune de Tespe est composée des quartiers de Tespe, Bütlingen et Avendorf, réunis en juillet 1972.

## Histoire
Le village de Tespe est mentionné dans le registre de la dîme de Ratzebourg datant de 1230 sous le nom de "Toschope". On suppose que le village a été fondé vers 1000 par des colons saxons. La toponymie a pour racine le mot vieux saxon "Hof", c'est-à-dire la "foule" (on retrouve la même racine dans Wiershop, une commune de l'autre côté de l'Elbe). Tespe et Avendorf se déplacent vers le milieu du XIVe siècle dans le sens opposé du Marsch de l'Elbe. Le bureau des douanes de Tespe se situera plus tard sur l'ancienne position du village.
Depuis 1986, on voit à Tespe un nombre plus élevé que la moyenne d'enfants malades de la leucémie. Selon la presse et des scientifiques, le cluster aurait un rapport avec la centrale nucléaire de Krümmel et le centre de recherche de la Helmholtz-Gemeinschaft à Geesthacht.

## Source, notes et références
- (de) Cet article est partiellement ou en totalité issu de l’article de Wikipédia en allemand intitulé « Tespe » (voir la liste des auteurs).